# Ludovico Roncalli
Pour les articles homonymes, voir Roncalli.
Le comte Ludovico Roncalli (6 mars 1654 - 1713) est un musicien et un compositeur italien de la fin du XVIIe et du début du XVIIIe siècle.

## Biographie
Ludovico Roncalli publie en 1692 un recueil de pièces pour la guitare baroque — ou guitare à cinq chœurs, intitulé Capricci armonici sopra la chitarra spagnola.
Ce recueil est composé des danses habituelles pour cette période (allemande, courante, sarabande, menuet, gigue, etc.) précédées d'un prélude, en tout 54 pièces regroupées par ton en neuf suites.
Le musicologue Oscar Chilesotti publie des transcriptions pour guitare à six cordes de ces pièces en 1881. L'édition originale est disponible en facsimile dans une édition de Paolo Paolini (Florence 1982).
Une passacaille de la suite en sol mineur de Roncalli est utilisée par Ottorino Respighi dans ses Airs et danses anciens .